# Dasani
Dasani是可口可樂公司在1999年創造出來的一個瓶裝水品牌。Dasani這個名字的靈感來自於梵語單詞“dadhi”，意為“淨化的水”或“純淨”，目的是要給人一種清新和純淨的感覺。Dasani一詞發音悅耳，在全球範圍內容易被接受。
可口可樂公司首先在美國推出了Dasani瓶裝水品牌。現在，Dasani已經成為全球知名的瓶裝水品牌之一。
可口可樂將當地自來水透過逆滲透過程過濾，再添加硫酸鎂（瀉鹽）、氯化鉀和氯化鈉（食鹽）等微量礦物質。 
可口可樂2019年8月宣布他們採用100%回收的PET塑料，包含 30% 植物源塑膠，來包裝來分發 Dasani 瓶裝水，與標準瓶裝水水瓶相比，碳排放量減少了25% ，但仍比飲用自來水多消耗了兩千倍的能源。
DASANI也將擴大設置的PureFill飲水機，消費者只需自備環保杯（BYOB）就可以免費喝，以降低碳排放與塑料廢棄物。此外可口可樂還承諾將確保瓶子100％可回收，並在2030年之前使用50％的再生材料。